# Eustaquio Santana Gil
Eustaquio Santana Gil (Antigua, Fuerteventura, provincia de Las Palmas, 2 de noviembre de 1943) es un político socialista español, ocupó la alcaldía de Puerto del Rosario entre los años 1983 y 1998, además de haber sido diputado regional, Concejal del Ayuntamiento de La Oliva /1999-2001), Consejero insular del Cabildo y, por último, Director Insular de la Administración General del Estado, en Fuerteventura (2007-2012), siendo Presidente del Gobierno de España y líder del PSOE, José Luis Rodríguez Zapatero. Previamente, años 1974-1983, había sido concejal en el Ayuntamiento de Puerto del Rosario.

## Biografía
Después de haber residido temporalmente en Vega de Río de Palmas (Betancuria) y Gran Tarajal (Tuineje), en donde realiza sus estudios primarios, se traslada con su familia, definitivamente, a Puerto del Rosario, capital de la isla de Fuerteventura, donde cursaría sus estudios de Bachillerato. 
Es Maestro Nacional y profesor de Secundaria, que impartiría clase en Tías (Lanzarote), Gran Tarajal (Tuineje), Casillas del Ángel (Puerto del Rosario) y en el Colegio público "San José de Calasanz" (Puerto del Rosario). Asimismo, ya en la capital de la isla, siendo joven, estudia 4 años de música, con su profesor, Jesús Miranda Alonso de Martirena (Director de la Banda municipal de Puerto del Rosario) y, como tal, forma parte de la Banda Municipal de dicho municipio. Posteriormente, ya en su juventud, ejerce como músico profesional (batería) en la Orquesta "Ecuador" (dirigida por su tío Antonio (Tito) Gil Rodríguez), profesión que le serviría para costearse sus estudios universitarios y, también, para ayudar a su familia. 
En su juventud, forma parte de un grupo de teatro de Puerto del Rosario, interviniendo en la representación de varias obras. Está en posesión de los títulos de Entrenador Nacional de Natación (obtenido en Las Palmas), y el de Maestro-Instructor de Educación Física y Deportes (obtenido en Pamplona)y, como se indica, Maestro y profesor de Enseñanza Secundaria, en la especialidad de Lengua Española y Literatura. 
Su último cargo público, fue el de Delegado Insular del Gobierno o Director Insular de la Administración General del Estado. Luego, se reincorporaría, de nuevo, a la enseñanza pública, impartiendo clases de Lengua y Literatura en el IES "Puerto del Rosario" (Fuerteventura), provincia de Las Palmas. Forma parte también de diversos colectivos sociales. Desde, 2017, en el IX Congreso insular, fue elegido Presidente del PSOE-Fuerteventura. 
Diputado del PSOE, por Fuerteventura, en el Parlamento de Canarias (20 años), en concreto, desde el año 1987 (II Legislatura) hasta el 25 de junio de 2007 (VI Legislatura). 
Ha sido elegido, en cuatro Congresos insulares, Secretario General Insular del PSC-PSOE, por Fuerteventura. También ha sido miembro de la Comisión Ejecutiva Regional y del Comité de los socialistas de Canarias.
Desde el año 1995 hasta 1997, en representación del Ayuntamiento de Puerto del Rosario, fue Consejero del Consejo Rector de la Autoridad Portuaria por la provincia de Las Palmas, órgano que tiene a su cargo la responsabilidad de los puertos mayores, pertenecientes al Estado. Su actividad en este organismo estuvo marcada por la defensa a ultranza de todo lo concerniente al desarrollo y nuevas infraestructuras del puerto de Puerto del Rosario y la tenaz lucha que sostuvo con los rectores de la Autoridad Portuaria para que se redactase el proyecto del gran puerto que demanda la capital de la isla, en consonancia con el Plan General de Ordenación Urbana aprobado, por unanimidad de todas las fuerzas políticas, en el año 1989.
En las Elecciones Locales y Autonómicas (mayo de 2007), resultó elegido Consejero del Cabildo Insular de Fuerteventura, cargo en el que hubo de dimitir (junio de 2007) al ser designado -por el Gobierno de España- como Director Insular de la Administración General del Estado, en Fuerteventura.